# دانيال شيريتا
دانيال شيريتا (بالرومانية: Daniel Chiriță)‏ هو لاعب كرة قدم روماني في مركز الدفاع، ولد في 24 مارس 1974 في بلويشت في رومانيا. لعب مع رابيد بوخارست وزينيت سانت بطرسبرغ وشاختار دونيتسك ونادي أسترا جورجو ونادي بترولول بلويشتي ونادي ميتاليست خاركيف ويو تي أي أراد ويونيفرسيتاتيا كرايوفا.

## وصلات خارجية
- دانيال شيريتا على موقع اتحاد أوكرانيا (الإنجليزية)
- دانيال شيريتا على موقع قاعدة بيانات كرة القدم.إي يو (الإنجليزية)
- دانيال شيريتا على موقع ناشيونال فوتبول تيمز (الإنجليزية)
- دانيال شيريتا على موقع Soccerway.com (الإنجليزية)
- دانيال شيريتا على موقع عالم كرة القدم.نت (الإنجليزية)